# احتراق بشري ذاتي
الاحتراق البشري الذاتي (بالإنجليزية: Spontaneous human combustion) ويُدعى اختصاراً SHC، وهو علم زائف وظاهرة تدعي حدوث حريق يشب تلقائياً في جسد الشخص دون أي مسبب خارجي معروف أو محدد، وقد ينتج عن هذا الاشتعال بعض الحروق البسيطة في الجلد أو الدخان، وقد يشمل كامل الجسم. وهذا الأخير هو ما يميز ظاهرة الاشتعال البشري الذاتي، وقد يمكن أن تصل حرارة الاحتراق إلى 1500 درجة حسب التحقيقات.
وقد حاولت تحقيقات الطب الشرعي تحليل الحالات المبلغ عنها من حالات الاحتراق البشرى الذاتى وتوصلت إلى فرضيات بشأن الأسباب المحتملة والآليات، بما في ذلك سلوك الضحية والعادات، واستهلاك الكحول والقرب من المصادر المحتملة للاشتعال، فضلا عن سلوك الحرائق التي تستهلك الدهون المذابة.
بعض التفسيرات الطبيعية وكذلك بعض الظواهر الطبيعية التي لم يتم التحقق منها، قد اقترحت تفسيرا بشان تقارير عن حالات الاحتراق البشري الذاتي، الإجماع العلمي الحالي هو أن معظم، إن لم يكن كل حالات الاحتراق البشرى الذاتى تنطوي على التغاضي عن مصادر خارجية للاشتعال.
الجسد البشري غير قادر على توليد حرارة تكفي لاحتراقه ذاتياً. فالجسد مكون من 60 إلى 70 بالمائة منه من الماء. وهو سائل غير قابل للاشتعال. الكحول مشروب قابل للاشتعال. لكن الشخص سيموت من تسمم الكحول قبل ان يحتسي ما يكفى من الكحول كي يؤثر بأدنى درجة في قابلية الجسم للاشتعال. المادتان الوحيدتان القابلتان للاشتعال داخل الجسم البشري هما أنسجة الدهون وغاز الميثان. الموجود داخل الجسم. لكن حتى لو توفرت آلية لاشعال غاز الميثان الموجود داخل الجسم فلا يوجد منه ما يكفى لايصال دهون الجسد إلى نقطة الاشتعال. وعلى أي حال. سيتكفل الماء الوفير الموجود بالجسم في أطفاء النيران وقتها. اما احساس الحرقة المتصاعد في الحلقوم فما هو إلا أحماض معدية وصلت إلى القصبة الهوائية.

## نظرة عامة
الاحتراق البشري الذاتى يشير إلى وفاة بسبب نشأة النار من دون مصدر خارجي واضح للاشتعال. ويعتقد أن نشأة النار تكون من داخل جسم الضحية.
هذه الفكرة ومصطلح «الاحتراق البشري الذاتى» تم عرضهم لأول مرة عام 1746 من قبل بول ROLLI في مقال نشر في المعاملات الفلسفية. في المجلة الطبية البريطانية (المجلة الطبية البريطانية)، الطبيب الشرعي غافن ثورستون يصف هذه الظاهرة بأنها «جذب انتباه ليس فقط للعاملين في المجال الطبي ولكن للعلمانيين أيضا»، وفي وقت مبكر من 1834 (أكثر من مائة سنة قبل المادة ثورستون في 1938). كتب لاري. أرنولد في كتابه 1995 مشتعل!، أنه كان هناك حوالي 200 تقرير مسجل للاحتراق البشري الذاتى في جميع أنحاء العالم على مدى فترة من حوالي 300 سنة.

### الخصائص المشتركة
وقد حظي الموضوع تغطية في المجلة الطبية البريطانية في عام 1938. نشر مقال بواسطة ل. أ. باري (L.A.parry)ينص على أن القواسم المشتركة بين الحالات المسجلة من الاحتراق البشري الذاتى شملت الخصائص التالية:
- الحالات المسجلة لديها هذه الأشياء المشتركة:

الضحايا هم من المدمنين على الكحول.
هم من الإناث عادة كبار السن.
لم تحرق الجسم من تلقاء أنفسهم، ولكن بعض المواد المشتعلة كانت على اتصال بالجسم.
اليدين والقدمين عادة ما تسقط.
تسبب الحريق في أضرار طفيفة جدا إلى أشياء قابلة للاشتعال في اتصال مع الجسم.
وقد ترك احتراق الجسم بقايا من رماد دهني ونتن، رائحته مقززة للغاية ".
الإدمان على الكحول هو موضوع مشترك في التقارير الأولى عن حالات الاحتراق الذاتى ونعدو ذلك بطريقة ما إلى ان بعض الأطباء العصر الفيكتوري والكتاب يعتقدون أن الاحتراق البشري الذاتى نتيجة لإدمان الكحول.

## تحقيقات الطب الشرعي
وقد أجرى المحقق العلمي جو نيكل والمحلل الشرعى جون ف. فيشر مشروع بحثى لمدة عامين، يشمل هذا المشروع ثلاثين حالة تاريخية من حالات الاحتراق البشرى الذاتي وتم نشره كتقرير مطول، من جزئين في جريدة المجلة الدولية للمحققون في الحرائق، وكذلك نشر هذا التقرير كجزء من كتاب وقد كتب نيكل كثيرا حول هذا الموضوع، وظهر في الأفلام الوثائقية التلفزيونية، وأجرى بحث علمى آخر، وحاضر في أكاديمية ولاية نيويورك للعلوم حريق في مونتور فالس، نيويورك.
تحقيقات نيكل وفيشر التي نظرت في حالات للاحتراق الذاتى خلال القرن الثامن عشر والتاسع عشر والعشرون، أظهرت أن الجثث المحترقة كانت بالقرب من مصادر معقولة للاشتعال: الشموع، ومصابيح، والمواقد، وهلم جرا. أحيانا تركت هذه المصادر دون حساب لهذه الظاهرة المزعومة والتي اعتبرت أمر غامض. وقد وجدت التحقيقات أيضا أن هناك علاقة بين وفيات حالات الاحتراق الذاتى المزعوم وثمالة الضحية أو عجزه لاى سبب آخر والذي يمكن أن يتسبب بعدم المبالاة بالحريق وعدم قدرة الضحية على الاستجابة بشكل مناسب للحادث حيث لم يكن تدمير الجسم كبيرا والوقود الحقيقى للنار هو ثياب الضحية.
ومع ذلك، حيث كان الدمار واسع النطاق، وشاركت مصادر وقود إضافية، مثل حشو كرسي وأغطية الأرضيات، الأرضيات نفسها، وما شابه ذلك. وصف الباحثون كيف ساعدت هذه المواد الدهون المحتزنة في الجسم على احراق وتدمير جزء أكبر من الجسم، مما أسفر عن بقاء الكثير من الدهون المسالة، في عملية دورية تعرف باسم «تأثير الفتيل» أو «تأثير شمعة».
ووفقا لتحقيقات نيكل وفيشر، لا تصاب الاشياء القريبة من الضحية بالتلف لأن الحريق يميل إلى النمو التصاعدي، وأنه يحرق أفقيا مع بعض الصعوبة. فالحرائق في مسألة صغيرة نسبيا، تحقق الدمار الكبير بواسطة تأثير الفتيل، والأشياء القريبة نسبيا قد لا تكون قريبة بما يكفي لتلتقط النار بنفسها وتشتعل (بقدر ما يمكن لاحدنا الاقتراب من حريق بدون أن يشتعل). كما هو الحال مع غيرها من الأسرار الغامضة، حذر نيكل وفيشر ضد «تفسير وحيد وبسيط لجميع وفيات الحروق غير العادية» لكنه دعا بدلا من ذلك للتحقيق «على أساس فردي».

## التفسيرات المقترحة
تحاول بعض الفرضيات تفسير كيفية حدوث حالات الاحتراق الذاتى دون وجود مصدر لهب خارجي، في حين تشير بعض الفرضيات الأخرى إلى الحوادث التي قد تبدو وكأنها احتراق تلقائي كانت بسبب مصدر خارجى للاشتعال في الواقع - وكذلك احتمال الاحتراق البشري ذاتيا من دون مصدر اشتعال خارجى منخفض جدا. بنيامين ردفورد، كاتب العلوم ونائب رئيس تحرير مجلة العلوم المتشككين، يلقي ظلالا من الشك على معقولية الاحتراق البشري الذاتى، إذا كان الاحتراق الذاتى ظاهرة حقيقية (وليس نتيجة لشخص مسن أوعاجز يجري قريبة جدا لمصدر لهب)، فلماذا لا يحدث في كثير من الأحيان؟ هناك 5 مليار [بلغ عدد سكان العالم 5 مليارات في 1987] شخص في العالم، ولكن لا نرى تقارير عن أناس تنفجر فيها النيران بينما يسيرون الشارع، ويحضرون مباريات كرة القدم، أو يحتسون القهوة في ستاربكس المحلية ". ويقول باحث الظواهر الخارقة براين دانينغ أن قصص حالات الاحتراق الذاتى " هي ببساطة الحالات النادرة التي توفى ضحاياها في عزلة ثم تبع ذلك حدوث الاحتراق البطيء من مصدر اشتعال قريب ". وأشار كذلك إلى أن تقارير البشر الذين اشتعلوا فجأة ينبغي أن تسمى "قضايا الحرائق التي لم تحل"، مشيرا إلى أن سبب مجهول لا يعني بالضرورة ان الحريق يفتقر مصدر اشتعال خارجي.

### تفسيرات طبيعية
جميع الحالات تقريبا من حالات الاحتراق الذاتى تشمل الأشخاص قليلى الحركة بسبب التقدم في السن أو السمنة، بالإضافة إلى حالة صحية سيئة. وهناك احتمال كبير أن يكونوا قد توفوا أثناء نومهم أو لم يقدروا على الحركة بمجرد أن اشتعلت فيهم النيران.
- وغالبا ما ينظر السجائر كمصدر لاشتعال النار، حيث أن التدخين يسبب واحدة من كل أربع حالات وفاة بسبب الحرائق في الولايات المتحدة. فأسباب طبيعية مثل النوبات القلبية قد تؤدي إلى موت الضحية، فتسقط السجائر، وبعد فترة من بقائها مشتعلة يمكن أن تشعل ملابس الضحية.
- وتشير نظرية «تأثير الفتيل» القائلة بأن مصدر لهب خارجي صغير، مثل السجائر والحرق، وحرف لباس الضحية في مكان، وتقسيم الجلد، وخروج الدهون تحت الجلد، والتي بدورها يتم امتصاصها في ملابسهم المحترقة، وتعمل كفتيل. هذا الاحتراق يمكن أن ستمر لفترة طويلة طالما يتوفر الوقود. وقد تم اختبار هذه الفرضية بنجاح مع الأنسجة الحيوانية (الخنزير) ويتناغم ذلك مع الأدلة التي تم الوصول إليها من حالات الاحتراق البشري.

جسم الإنسان عادة لديه ما يكفي من الطاقة المخزنة في الدهون ومخازن كيميائية أخرى لحرق كامل الجسم؛ حتى النحفاء لديهم عدة أرطال من الدهون في أنسجتهم. هذه الدهون، بمجرد تسخينها بواسطة الملابس المحترقة، تعمل الفتائل في الملابس مثل فتائل الشمع (والذي عادة ما جاء أصلا من الدهون الحيوانية)ففتائل الشمع تضئ الشمعة والتي بدورها توفر الوقود اللازم لاستمرار احتراق الوقود.البروتين في الجسم يحترق أيضا، ولكنها توفر طاقة أقل من الدهون، مع الماء في الجسم كونه العائق الرئيسي للاحتراق. ومع ذلك، فالاحتراق البطيء، يدوم لساعات، ويعطي الوقت المياه لتتبخر ببطء. في أي مكان مغلق مثل البيت، وهذه الرطوبة ستتكثف في مكان قريب مثل على النوافذ. [بحاجة لمصدر] لاحظ أن القدم بها نسبة أقل من الدهون، لذلك عادة لاتحترق. (الأيدي أيضا بها القليل من الدهون، ولكن قد تحرق إذا كانت على البطن، والتي توفر جميع الدهون الازمة.)
- واقترح جون أبراهامسون أن كرة البرق يمكن أن تسبب الاحتراق البشري الذاتى.
- السمط يمكن أن يسبب إصابات مثل الحروق، بما في ذلك الوفاة، دون إشعال النار في الملابس. وإن لم يكن قابلا للتطبيق في الحالات التي يتفحم فيها الجسد، هذا وقد اقترح كسبب في واحد على الأقل من حالات ادعاء الاحتراق الذاتى.
- واقترحت براين J. فورد أن زيادة أجسام الكيتون، ربما الناجمة عن إدمان الكحول أو اتباع نظام غذائي منخفض الكربوهيدرات، وتنتج الأسيتون، وهو شديد الاشتعال وبالتالي يمكن أن تؤدي إلى احتراق يبدو تلقائيا.
- يمكن الخلط بين حالات الاحتراق الذاتى وبين التضحية بالنفس باعتبارها شكلا من أشكال الانتحار.تصل نسبة حالات التضحية بالنفس في الغرب إلى 1% من حالات الانتحار.في حين يدعي ردفورد أنها تصل في البلدان النامية إلى حوالى 40%.
- أحيانا هناك تفسيرات معقولة للموت، ولكن أنصارالفكرة يتجاهلون الأدلة العلمية والرسمية، لصالح الروايات والقصص الشخصية.

### ظواهر طبيعية غير موثقة
لاري E. أرنولد في كتابه 1995 مشتعل! اقترح الجسيمات تحت الذرية، التي وصفها بأنها «بايروترون» كتب أرنولد أيضا أن القابلية للاشتعال في جسم الإنسان يمكن أن يزيد في ظروف معينة، مثل زيادة الكحول في الدم وكتب أيضا أن الضغط الشديد يمكن أن يكون الزناد الذي يبدأ العديد من الاحتراق وهذه العملية قد لا تستخدم الأوكسجين الخارجي لتنتشر في جميع أنحاء الجسم، لأنه قد لا يكون تفاعل (أكسدة واختزال)وبالرغم من ذلك فليس هناك آلية تثبت هذا التفاعل.. وانتقد الباحث جو نيكل فرضيات أرنولد لآنها تستند إلى أدلة انتقائية وتعد حجة من الجهل.
في كتابه 1976 كتاب نار من السماء، يقترح الكاتب البريطاني مايكل هاريسون أن حالات الاحتراق الذاتى متصل بنشاط الروح الشريرة لأنه، كما يقول روح شريرة تنشأ في ويتم دعمها بواسطة الإنسان«. ضمن ملخص الختامية، هاريسون يكتب:» حالات الاحتراق الذاتى، قاتلة أو غير قاتلة، انتمي إلى مجموعة واسعة من الظواهر المتعلقة بالروح الشريرة.

## أمثلة ملحوظة
وجد هنري توماس، وهو رجل يبلغ من العمر 73 عاما محروقا في غرفة المعيشة في مجلس منزله في ولاية راسو، ايبو فالى، جنوب ويلز في عام 1980.
تم إحراق جثته بالكامل، ولم يتبق سوى جمجمته وجزء من كل ساق تحت الركبة. والقدمين والساقين لازالتا في الجوارب والسراويل. نصف الكرسي الذي كان يجلس عليه دمرت أيضا. قرر ضباط الشرطة والطب الشرعي أن حرق توماس يرجع إلى تأثير الفتيل. وقد استبعد وفاته «بالموت حرقا»، كما كان قد استنشق بوضوح نواتج احتراقه.
في ديسمبر 2010، تم تسجيل وفاة مايكل فيهرتى في مقاطعة غالواي، ايرلندا، باسم «الاحتراق التلقائي» من قبل الطبيب الشرعي سياران ماكلوغلين، وأصدر هذا البيان في التحقيق في حالة الوفاة: «تم التحقيق في هذه النار تماما وأنا تركت مع استنتاج أن هذا يصب في فئة الاحتراق البشري العفوي، والتي لا يوجد لها تفسير كاف».

## حالات مفضوحة
في أغسطس 2013، راهول، الرضيع الذي يبلغ شهران ونصف من العمر من ولاية تاميل نادو، الهند، تم نقلها لكلية الطب كيلبوك (kilpauk medical college) ومستشفى في تشيناي بأربعة حروق لديها منذ الولادة.الإختبارات الأولية نفت أية تشوهات، وأدت مزيد من الإختبارات بالمستشفى ليظهر أنه لم يكن احتراق ذاتي.والدة الطفل كانت تعيش في قرية أخرى وقد ذكرت ذكرت في الأخبار من عام 2004، عندما أشتكى السكان أن ثمة بعض المنازل تنفجر ذاتياً وتشتعل فيها النيران. أظهرت التحقيقات أن الفسفور المخبأ في روث البقر كان موجوداً في الأكواخ. الفوسفور لديه درجة اشتعال منخفضة ويمكن أن يسبب الحرائق.
في يناير عام 2015, جايارا ماكندران الأخ الاصغر لراهول عانى من حروق بنسبة 10% وزعم أن ذلك يعود إلى الإحتراق التلقائي ومع ذلك، فقد أدلى الأطباء في مستشفى كلية الطب كيلبوك بشكوكهم في تلك الإدعاءات.وعند أستجوابهم حول هذه القضايا، وقال الطبيب الذي عالج الأخ الأكبر في عام 2013 أن هنا لا يوجد شيء مثل الاحتراق البشري الذاتى. وعندما ذهب راهول إلى المستشفى العام الماضي قلنا بوضوح لوالديه أنه يبدو أن أحداً ما قد وضع الرضيع عمداً على النار.

## اقرأ أيضاً
- احتراق ذاتي
- احتراق